# Montasola
Montasola is een gemeente in de Italiaanse provincie Rieti (regio Latium) en telt 379 inwoners (31-12-2004). De oppervlakte bedraagt 12,6 km², de bevolkingsdichtheid is 31 inwoners per km².

## Demografie
Montasola telt ongeveer 175 huishoudens. Het aantal inwoners daalde in de periode 1991-2001 met 3,2% volgens cijfers uit de tienjaarlijkse volkstellingen van ISTAT.
| Jaar | Inwoneraantal |
| ---- | ------------- |
| 1991 | 380           |
| 2001 | 368           |

## Geografie
De gemeente ligt op ongeveer 604 m boven zeeniveau.
Montasola grenst aan de volgende gemeenten: Casperia, Contigliano, Cottanello, Torri in Sabina, Vacone.